# Équipe de France de basket-ball en 1933
L'Équipe de France de basket-ball en 1933.

## Les matches
| Date          | Lieu      | Adversaire | Score   | Compétition | Meilleurs marqueurs (France) |
| 16 avril 1933 | Porto     | Portugal   | V 56-28 | A           | -                            |
| 14 mai 1933   | Bruxelles | Belgique   | V 19-12 | A           | -                            |

D : défaite, V : victoire
A : Amical

## L'équipe
- Sélectionneur :
- Assistants :

| Poste | Joueur           | Nombre matchs | Nombre points | Club(s) 1933   |
| -     | Georges Beaufume | 1             | -             | AS Bon Conseil |
| -     | Marcel Beaulieu  | 1             | -             | RC de France   |
| -     | Pierre Caque     | 1             | -             | F. Reims       |
| -     | Marcel Exquis    | 2             | -             | CN Lyon        |
| -     | Jacques Flouret  | 1             | -             | Paris UC       |
| -     | Henri Hell       | 2             | -             | AS Montrouge   |
| -     | Paul Hotille     | 1             | -             | US Métro       |
| -     | Étienne Roland   | 1             | -             | ALP            |
| -     | André Seve       | 1             | -             | SC Alfortville |

## Sources et références
- CD-rom : 1926-2003 Tous les matchs des équipes de France édité par la FFBB.